# Іжма (Архангельська область)
Іжма (рос. Ижма) — присілок в Приморському районі Архангельської області Російської Федерації.
Населення становить 112 осіб. Входить до складу муніципального утворення Талазьке поселення.

## Історія
Від 2004 року входить до складу муніципального утворення Талазьке поселення.

## Населення
| 2002 | 2010 | 2012 |
| ---- | ---- | ---- |
| 76   | ↘59  | ↗112 |